# Палкино (Московская область)
Палкино — деревня в Лотошинском районе Московской области России.
Относится к сельскому поселению Микулинское, до реформы 2006 года относилась к Савостинскому сельскому округу. По данным Всероссийской переписи 2010 года численность постоянного населения составила 56 человек (29 мужчин, 27 женщин).

## География
Расположена в восточной части сельского поселения, примерно в 14 км к северо-востоку от районного центра — посёлка городского типа Лотошино, на левом берегу реки Лоби, впадающей в Шошу. Соседние населённые пункты — деревня Андрейково, сёла Судниково и Щеглятьево. Автобусное сообщение с пгт Лотошино.

## Исторические сведения
По сведениям 1859 года — деревня Судниковского прихода, Татьянковской волости Старицкого уезда Тверской губернии в 57 верстах от уездного города, на равнине, при реке Лоби, с 24 дворами, 23 колодцами и 179 жителями (88 мужчин, 91 женщина).
В «Списке населённых мест» 1862 года Палкино — владельческая деревня 2-го стана Старицкого уезда по Волоколамскому тракту в город Тверь, при реке Лоби, с 21 двором и 181 жителем (89 мужчин, 92 женщины).
В 1886 году — 46 дворов и 268 жителей (136 мужчин, 132 женщины).
В 1915 году насчитывалось 54 двора, а деревня относилась к Федосовской волости.
С 1929 года — населённый пункт в составе Лотошинского района Московской области. До 1939 года — центр Палкинского сельсовета.

## Население
| 1859 | 1886 | 2002 | 2006 | 2010 |
| ---- | ---- | ---- | ---- | ---- |
| 181  | ↗268 | ↘47  | ↘31  | ↗56  |

## Известные уроженцы
Александр Иванович Фокин (1911—1989) — командир роты автоматчиков 172-го гвардейского полка 57-й гвардейской стрелковой дивизии 8-й гвардейской, Герой Советского Союза.